# Wide Awake in Dreamland
Wide Awake in Dreamland è l'ottavo album della cantante statunitense Pat Benatar, pubblicato nel 1988. Si tratta dell'ultimo album degli anni ottanta in cui l'artista si è espressa con sonorità rock, prima di passare ad uno stile maggiormente orientato verso il blues.
Il primo singolo tratto dal lavoro, All Fired Up, ha raggiunto il 19º posto della classifica di vendita Billboard Hot 100 ed è stato l'ultimo singolo della Benatar ad entrare nei primi 40 posti della classifica statunitense. Dall'album sono stati estratti altri tre singoli: Don't Walk Away, Let's Stay Together e One Love.

## Tracce
1. All Fired Up (Tolhurst, Grombacher, Benatar) - 4:27
2. One Love (Giraldo, Grombacher) - 5:12
3. Let's Stay Together (Giraldo, Benatar) - 4:50
4. Don't Walk Away (Gilder, Hitchings) - 4:35
5. Too Long a Soldier (Giraldo, Grombacher) - 6:42
6. Cool Zero (Giraldo, Grombacher) - 5:26
7. Cerebral Man (Winfield, Schiff) - 4:40
8. Lift 'em on Up (Giraldo, Grombacher, Benatar) - 4:54
9. Suffer the Little Children (Giraldo, Benatar) - 4:10
10. Wide Awake in Dreamland (Giraldo, Grombacher) - 4:58

## Formazione
- Pat Benatar - voce
- Neil Giraldo - chitarre
- Myron Grombacher - batteria
- Fernando Saunders - basso
- Frank Linx - basso, cori
- Kevin Savigar - tastiere
- Charlie Giordano - tastiere
- Bo Castro - percussioni
- Nick Gilder - cori su on Don't Walk Away e  Cool Zero
- Carmen Twillie - cori su Lift 'em on Up
- Phyllis St. James - cori su Lift 'em on Up
- Maxine Water - cori su Lift 'em on Up